# Isser Be’eri
Isser Be’eri (ur. 30 stycznia 1901 w Będzinie, zm. 1 stycznia 1958 w Tyberiadzie) – izraelski dowódca wojskowy w stopniu podpułkownika (segan alluf), oficer dyplomowany Sił Obronnych Izraela. Twórca i dyrektor Agencji Wywiadu Wojskowego Aman. W styczniu 1949 został osądzony i skazany za przestępstwa wojskowe, w wyniku czego został zdegradowany.

## Młodość
Urodził się w Będzinie, wówczas w Imperium Rosyjskim (obecnie Polska).
Po ukończeniu liceum, w 1921 roku wyemigrował do Mandatu Palestyny. W Jerozolimie wstąpił do batalionu pracy związanego z lewicową partią polityczną Poalej Syjon. Należał do grupy „sześciu z Będzina”, którzy założyli kolonię Migdal. W 1925 roku rozpoczął pracę na budowach w Hajfie.

## Kariera wojskowa
W 1921 roku Be’eri wstąpił do żydowskiej organizacji paramilitarnej Hagana. W 1938 roku został dowódcą obrony kibucu Kefar Giladi. W marcu 1944 roku został dyrektorem wywiadu wojskowego Hagany (Szai), który później przekształcił się w Agencję Wywiadu Wojskowego Aman. Funkcję dyrektora Agencji pełnił do 1949 roku.
W dniu 30 czerwca 1948 roku Be’eri oskarżył o zdradę i postawił przed sądem oficera armii izraelskiej, kapitana Meira Tobianskiego, którego rozkazał rozstrzelać po uzyskaniu wyroku skazującego. Tego samego dnia podwładni Be’eriego poddali torturom (bicie, polewanie wodą, wyrywanie zębów, przypiekanie ogniem, podawanie narkotyków) uwięzionego 14 maja Jehudę Amstera, asystenta arabskiego burmistrza Hajfy. W kilka tygodni później ludzie Be’eriego uprowadzili i rozstrzelali w trybie doraźnym podwójnego agenta izraelskiego, pracującego rzekomo dla Arabów. Śledztwo wszczęte w tej sprawie przez premiera, a zarazem ministra obrony, Dawida Ben Guriona, ujawniło opisany przypadek stosowania tortur. W grudniu 1948 roku sąd wojskowy uznał Be’eriego winnym zabójstwa M. Tobianskiego. Zdegradowano go do stopnia szeregowego, usunięto ze stanowiska szefa wywiadu wojskowego i wykluczono ze służby wojskowej. 19 lipca 1949 roku został aresztowany ponownie i oskarżony o egzekucję Tobianskiego. 15 października 1949 roku sąd orzekł jego winę, lecz zważywszy na lojalną służbę dla Izraela, skazał go na symboliczną karę jednego dnia więzienia. Ułaskawił go pierwszy prezydent Izraela, Chaim Weizman.
Be’eri zmarł w 1958 roku na zawał serca.